# دائرة عين عرمة
دائرة عين عرمة هي إحدى دوائر عمالة مكناس، التابعة لجهة فاس مكناس، المملكة المغربية. تضم الدائرة 6 جماعات قروية، وبلغ عدد سكانها 35088 فرداً سنة 2004 حسب الإحصاء الرسمي للسكان والسكنى. يتبع للدائرة 10 مشيخة و83 دوار.

## التقسيمات الإداريّة
تعتبر دائرة عين عرمة إحدى الدوائر المشكّلة لعمالة مكناس، وهو التقسيم الإداري من المستوى الرابع المعتمد في المغرب. ينقسم عمالة مكناس إلى 17 جماعات قروية تختلف من حيث السكان والمساحة، والتي بدورها تنقسم إلى مشيخات تضم عدداً من الدواوير.